# Wielka Sobota
Wielka Sobota – ostatni dzień Wielkiego Tygodnia, poprzedzający święto Zmartwychwstania. Obchodzone przez chrześcijan obu tradycji, wschodniej i zachodniej.

## Wielka Sobota w Kościele rzymskokatolickim

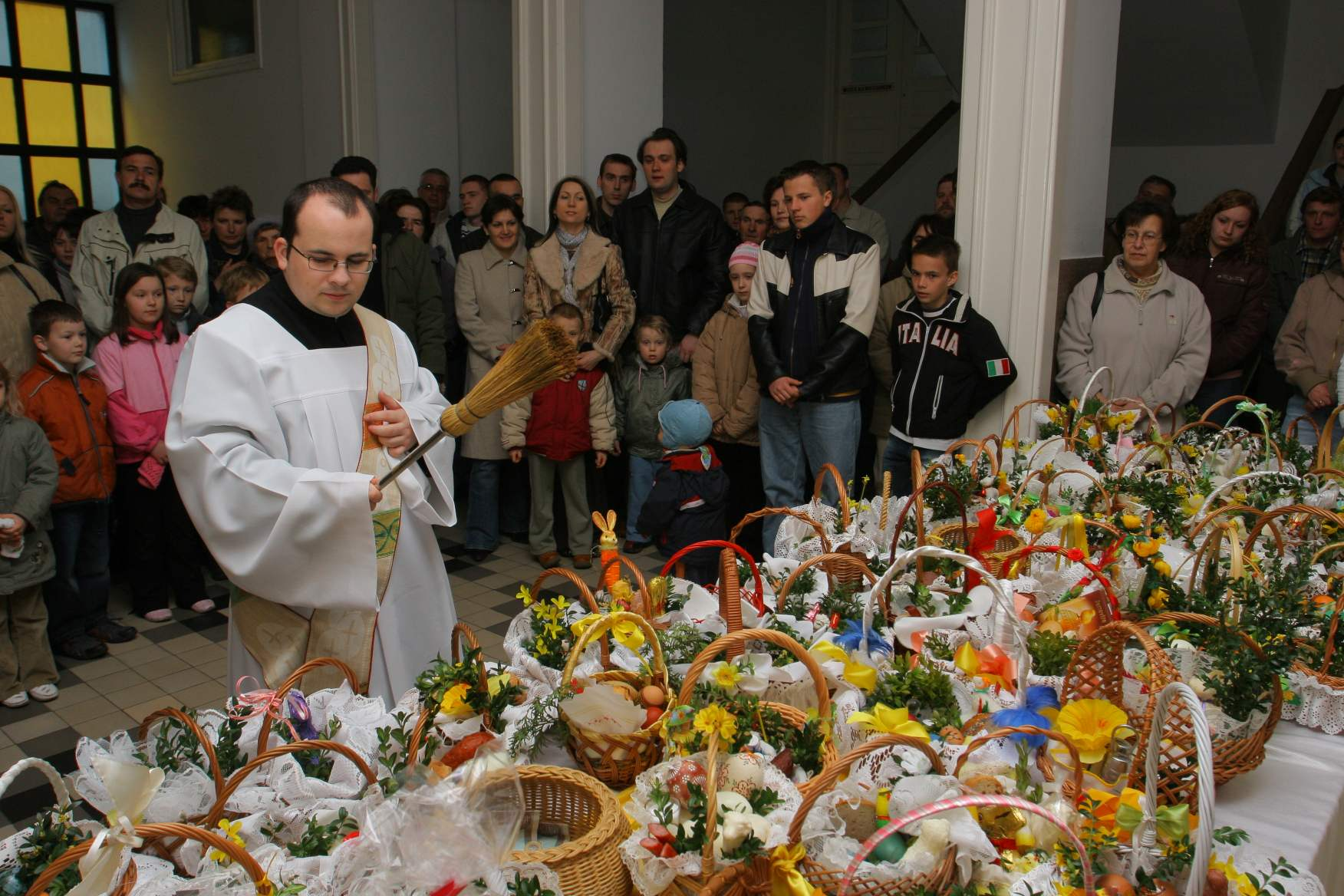
Święcenie pokarmów, Ołtarzew 2007

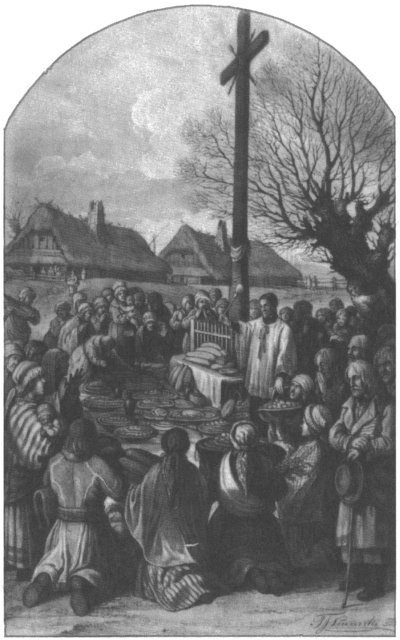
Święcenie pokarmów, XIX wiek

W Kościele rzymskokatolickim dzień ten jest dniem wyciszenia i oczekiwania na przyjście Chrystusa. Rano w niektórych kościołach odprawia się liturgię Ciemnej Jutrzni. Katolicy adorują Najświętszy Sakrament w przygotowanej do tego celu kaplicy zwanej Grobem Pańskim. Tradycyjnie przy Grobie Pańskim czuwają ministranci, harcerze, a niekiedy również strażacy i inni (np. parafialne grupy modlitewne, asysta).
Jest to czas żałoby po ukrzyżowanym Jezusie Chrystusie. Jest to również okazja do skorzystania z sakramentu pokuty przed największym świętem chrześcijańskim, jakim jest Wielkanoc. Tradycyjnie w tym dniu błogosławi się pokarmy na stół wielkanocny (patrz: święconka).
W Wielką Sobotę w Kościele rzymskokatolickim, podobnie jak w Wielki Piątek, nie są odprawiane msze. Wielka Sobota kończy się po zapadnięciu zmroku. Później odprawiana jest msza Wigilii Paschalnej, należąca już do liturgii Niedzieli Wielkanocnej.
Wielka Sobota jest jedynym dniem bez sakramentu Eucharystii. W kościołach nie tylko nie odprawia się mszy, jak to jest w Wielki Piątek, lecz w odróżnieniu od niego nie rozdaje się też eucharystii. Eucharystię można zanosić jedynie umierającym jako wiatyk.

## Wielka Sobota w Kościołach mariawickich
W liturgii mariawickiej Wielka Sobota ma charakter przejścia (przemiany) z zadumy i refleksji do radości i świętowania. Jest dniem, w którym kontempluje się zstąpienie Chrystusa do Otchłani, przez co Kościołowi udziela się radość z wyswobodzenia dusz z więzów grzechowych. Wielka Sobota uobecnia znaczenie Paschy, czyli przejścia ze śmierci do życia, z ciemności do światła, z niewoli ku wolności. W tym dniu we wszystkich parafiach odbywa się nieustanna adoracja Przenajświętszego Sakramentu.
W Kościele Starokatolickim Mariawitów praktykowana jest liturgia katolicka usystematyzowana po Soborze Trydenckim i zmodyfikowana przez arcybiskupa Jana Marię Michała Kowalskiego w latach 20. XX wieku. W Wielką Sobotę wierni odwiedzają grób Pański, przy którym trwa adoracja, odbywa poświęcenie pokarmów oraz odprawiana jest najdłuższa w roku liturgia. Tego dnia okna w kościołach mogą być zasłonięte (zwyczaj praktykowany zwłaszcza w diecezji lubelsko-podlaskiej).
Liturgia Wielkiej Soboty dawniej była sprawowana wyłącznie w godzinach porannych, obecnie, ze względów duszpasterskich dopuszcza się jej sprawowanie w godzinach wieczornych i popołudniowych.
Liturgia rozpoczyna się na zewnątrz kościoła od poświęcenia ognia, ciernia i kadzidła. Następnie celebrans, ubrany w kapę, wchodzi do ciemnego kościoła i zapala w trzech miejscach świątyni świece na trójramiennym świeczniku (symbol Trójcy Świętej), śpiewając: „Światło Chrystusowe”, na co wierni odpowiadają „Bogu dzięki”. Następnie przy bocznym ołtarzu śpiewane jest uroczyście Orędzie Wielkanocne, podczas którego odbywa się poświęcenie paschału. Następnie czytane są cztery starotestamentowe proroctwa: o Stworzeniu świata, o potopie, o ofierze paschalnej z baranka, o trzech młodzieńcach wrzuconych do ognia.
Po czytaniach odbywa się poświęcenie wody oraz wody chrzcielnej. Gdyby byli katechumeni, udziela się im wówczas chrztu. Następnie śpiewana jest litania do Wszystkich Świętych, podczas której kapłan wraz z ministrantami kładzie się krzyżem. Następnie odprawiana jest uroczysta msza, podczas której na Chwała na wysokości Bogu rozbrzmiewają wszystkie dzwony. Po lekcji kapłan na przemian z chórem trzykrotnie śpiewa radosne Alleluja. Po udzieleniu Komunii świętej wiernym śpiewane jest trzykrotne Alleluja oraz uroczyste Magnificat. Po liturgii praktykuje się ciągłe utrzymanie adoracji eucharystycznej aż do rezurekcji.
W Kościele Katolickim Mariawitów zrezygnowano ze wszelkich ceremonii wielkosobotnich i poświęceń, na rzecz uroczystej Mszy Świętej połączonej z adoracją Przenajświętszego Sakramentu. Podczas nabożeństwa czyta się Mękę Pańską według św. Marka (rozdziały 14 i 15), odmawia się Litanię o Najsłodszym Imieniu Jezus i Koronkę do Miłosierdzia Bożego. Nabożeństwo kończy się uroczystym trzykrotnym odśpiewaniem Alleluja i nieszporów.